# Harald Keller (Journalist)
Harald Keller (* 25. Juli 1958 in Osnabrück) ist ein deutscher Medienwissenschaftler, Journalist, Sachbuch- und Belletristikautor und Fotograf.

## Leben
Harald Keller besuchte zunächst die Hauptschule, wechselte auf die Realschule in Osnabrück und absolvierte anschließend eine Ausbildung zum Einzelhandelskaufmann in der Fotobranche. Er legte auf dem zweiten Bildungsweg das Abitur ab. Ab 1980 studierte er Literatur-, Medien- und Kunstwissenschaften an der Universität Osnabrück. Harald Keller schrieb neben seinem Studium für das Stadtmagazin „Stadtblatt Osnabrück“. Seit 1988 arbeitet er als freier Journalist und Buchautor mit dem Schwerpunkt Film, Fernsehen und populäre Kultur (unter anderem für die Frankfurter Rundschau, F.A.Z., taz und andere). Er konzeptionierte Seminare für die Adolf Grimme Akademie und führte diese durch.
Im Jahr 2008 wurde Keller mit der medienwissenschaftlichen Arbeit Konversationen, Konfrontationen, Kontroversen. Vom Hörfunkgespräch zur Gerichtsshow. Und der Sonderfall „Big Brother“ an der Universität Osnabrück promoviert. 2009 erschien im S. Fischer Verlag das auf der Dissertation beruhende Sachbuch Die Geschichte der Talkshow in Deutschland.
Keller forschte unter anderem zur Geschichte des Unterhaltungsfernsehens, der regionalen Popkultur und zur Geschichte des seriellen Erzählens mit dem Schwerpunkt Fernsehserien. 2013 war Keller Ko-Kurator der Ausstellung „The Beat Goes On. Der Sound. Der Style.“, eine Kooperation des Museums Industriekultur Osnabrück und des Tuchmacher-Museums Bramsche, und betreute als Mitherausgeber den zugehörigen Ausstellungskatalog.
Harald Keller ist Lehrbeauftragter im Fachbereich Sprach- und Literaturwissenschaft an der Universität Osnabrück, schreibt für Zeitungen, Zeitschriften und Fachpublikationen und übernimmt Aufgaben in der Presse- und Öffentlichkeitsarbeit für kulturelle Institutionen und Veranstalter. 2018 initiierte er die Literaturreihe Die Lese-Rampe und betreut deren Programm.

## Werke
- Kultserien und ihre Stars. Bertz Verlag, Berlin 1996.
- Kultserien und ihre Stars – Fortsetzung folgt (Bd. 2). Bertz Verlag, Berlin 1997.
- Kultserien und ihre Stars – Das Pflichtprogramm (Bd. 3). Bertz Verlag, Berlin 1998.
- Kultserien und ihre Stars (aktualisierter und erweiterter Sammelband). RORORO Sachbuch, Reinbek 1999.
- Schräg, schrill, scharf und schundig. 1000 Filme zwischen Trash und Kult. RORORO Sachbuch, Reinbek 2000.
- Ich schau dir in den Kochtopf, Kleines. Filmreif kochen. Companions, Hamburg 2000. (Ko-Herausgeber und Ko-Autor)
- Angelina Jolie. Reihe Stars! Bertz Verlag, Berlin 2001.
- Die Geschichte der Talkshow in Deutschland. S. Fischer Verlag, Frankfurt am Main 2009, ISBN 978-3-596-18357-9.
- Ein schöner Tag für den Tod. Kriminalroman. Oktober Verlag, Münster 2009.
- „Hyde Park“-Memories – Ein Osnabrücker Musikclub und seine Geschichte(n). Oktober Verlag, Münster 2011, ISBN 978-3-941895-16-4. (Ko-Herausgeber, Lektor und Autor)
- The Beat Goes On. Der Sound. Der Style. Ausstellungskatalog. Isensee Verlag, Oldenburg 2013. (Ko-Herausgeber, Lektor und Autor)
- Die Nacht mit dem Holenkerl. Kriminalroman. Epubli Osnabrück/Hamburg 2018, ISBN 978-3-7450-9147-2.
- Rendezvous mit dem Ropenkerl. Kriminalroman. Bookshouse Verlag, Polemi 2019.
- Tod auf dem Zauberberg. Kuren, kneippen … sterben. Kriminalroman. Bookrix, München 2020, ISBN 978-3-7529-9599-2.
- Mordspensum. Ein 80er-Jahre-Krimi. Kriminalroman. Oktober Verlag, Münster, ISBN 978-3-946938-63-7.